# Stipe Žunić
Stipe Žunić, né le 13 décembre 1990 à Zadar, est un athlète croate, spécialiste du lancer de poids. Il a débuté avec le lancer de javelot.

## Biographie
Il a commencé en kick boxing avant de s'essayer au javelot pour enfin choisir le lancer du poids. Étudiant en sociologie a l'université de Floride, il fait partie des Florida Gators.
Avec une marque de 20,68 m (PB), il devient finaliste lors des Championnats d'Europe 2014 à Zurich. Deux ans après, il est encore finaliste avec 19,95 m, après la disqualification d'Andrei Toader.
Le 6 août 2017, le Croate remporte la médaille de bronze des championnats du monde de Londres avec un lancer à 21,46 m. Il est le premier médaillé croate de la discipline.
Le 6 février 2018 à Düsseldorf, il améliore le record de Croatie en salle avec 21,13 m.

## Palmarès
| Date | Compétition                    | Lieu           | Résultat | Marque  |
| ---- | ------------------------------ | -------------- | -------- | ------- |
| 2014 | Championnats d'Europe          | Zurich         | 4e       | 20,68 m |
| 2015 | Championnats d'Europe en salle | Prague         | 7e       | 20,28 m |
| 2016 | Championnats d'Europe          | Amsterdam      | 8e       | 19,95 m |
| 2016 | Jeux olympiques                | Rio de Janeiro | 11e      | 20,04 m |
| 2017 | Championnats d'Europe en salle | Belgrade       | 5e       | 21,04 m |
| 2017 | Championnats du monde          | Londres        | 3e       | 21,46 m |
| 2018 | Jeux méditerranéens            | Tarragone      | 2e       | 20,21 m |
| 2018 | Championnats d'Europe          | Berlin         | 7e       | 20,73 m |

## Records
| Épreuve           | Épreuve   | Marque  | Lieu               | Date           |
| ----------------- | --------- | ------- | ------------------ | -------------- |
| Lancer du poids   | Plein air | 21,48 m | Slovenska Bistrica | 27 mai 2017    |
| Lancer du poids   | En salle  | 21,13 m | Düsseldorf         | 6 février 2018 |
| Lancer du disque  |           | 59,09 m | Starkville         | 16 mai 2015    |
| Lancer du javelot |           | 77,89 m | Austin             | 30 mars 2012   |